# فرانز زافير كوغلر
فرانز زافير كوغلر (بالألمانية: Franz Xaver Kugler)‏ (و. 1862 – 1929 م) هو رياضياتي، وكيميائي، وعالم فلك، وعالم آشوريات، ومؤرخ العلم، وكاهن كاثوليكي من ألمانيا .
توفي في لوسرن، عن عمر يناهز 67 عاماً.